# Petropavlovsk-Kamchatsky Air Enterprise
Petropavlovsk-Kamchatsky Air Enterprise – rosyjskie pasażerskie linie lotnicze z główną bazą na porcie lotniczym Pietropawłowsk Kamczacki, w Rosji.

## Flota
Według danych z lipca 2021 flota Petropavlovsk-Kamchatsky Air Enterprise posiadała następujące samoloty:
- An-26 – 1 sztuka
- An-26B – 3 sztuki
- An-28 – 1 sztuka
- Let L-410 Turbolet – 2 sztuki
- Jak-40 – 1 sztuka
- Jak-40K – 4 sztuki